# Skihop under vinter-OL 2010
Skihopkonkurrencen under Vinter-OL 2010 vil blive afholdt på Whistler Olympic Park. Konkurrencerne bliver afholdt mellem 12. og 22. februar 2010. 

## Konkurrencer
Der bliver afholdt konkurrencer i 3 kategorier. 
| Konkurrence             | Guld         | Sølv        | Bronze                |
| ----------------------- | ------------ | ----------- | --------------------- |
| Normal bakke individuel | Simon Ammann | Adam Małysz | Gregor Schlierenzauer |
| Stor bakke individuel   | Simon Ammann | Adam Małysz | Gregor Schlierenzauer |
| Normal bakke hold       | Østrig       | Tyskland    | Norge                 |

## Program
| Day    | Date                     | Start | Finish | Event                   | Phase                   |
| ------ | ------------------------ | ----- | ------ | ----------------------- | ----------------------- |
| Dag 1  | Fredag, 12. februar 2010 | 10:00 | 11:05  | Individuel Normal bakke | Kvalifikation           |
| Dag 2  | Lørdag, 13. februar 2010 | 9:45  | 11:25  | Individel Normal bakke  | Finale                  |
| Dag 8  | Fredag, 19. februar 2010 | 10:00 | 11:05  | Individuel Stor bakke   | Kvalifikation           |
| Dag 9  | Lørdag, 20. februar 2010 | 11:30 | 13:10  | Individuel Stor bakke   | Finale                  |
| Dag 11 | Mandag, 22. februar 2010 | 10:00 | 11:55  | Hold Stor bakke         | Kvalifikation og Finale |